# 聽證會
聽證會这个概念在中国大陆与美國國會聽證會有所差异，其目前多是为一种官僚面向公众对提高部分行政管制价格的干预行为作说明的会议，议题范围被制定得很小。
基本听证会是由行政机构主持，一般可能直接受影响的普通民众难以被安排到会，而且即使旁听者反对主持者所谓的咨询方案。
行政机构召开会议涉及议题谓关系民众日常生活事务，不过在行政行为涉及到市区内的规划建造、公共安全、交通服务等关乎市民生活的事宜上，多数情况下行政机构作出决策前只是在辖下网页与部分官媒上作短期公示，咨询公众的形式成为接收来电来信，公众更难知悉兼大范围参与去同行政机构商讨有关行政行为是否恰当。

## 中华人民共和国

### 行政处罚法规定的听证
行政听证是当事人行使陈述权、申辩权的一种方式，一般是行政机关应当事人请求被动进行的。比如行政处罚听证程序，行政机关依当事人申请组织听证。
行政处罚法第六十三至六十五条规定了听证适用的情况、听证程序等。
```
第四节 听证程序
第六十三条 行政机关拟作出下列行政处罚决定，
应当
告知当事人有要求听证的权利，当事人要求听证的，行政机关
应当
组织听证：
（一）较大数额罚款；
（二）没收较大数额违法所得、没收较大价值非法财物；
（三）降低资质等级、吊销许可证件；
（四）责令停产停业、责令关闭、限制从业；
（五）其他较重的行政处罚；
（六）法律、法规、规章规定的其他情形。
当事人不承担行政机关组织听证的费用。
第六十四条　听证
应当
依照以下程序组织：
（一）当事人要求听证的，应当在行政机关告知后五日内提出；
（二）行政机关应当在举行听证的七日前，通知当事人及有关人员听证的时间、地点；
（三）除涉及国家秘密、商业秘密或者个人隐私依法予以保密外，听证公开举行；
（四）听证由行政机关指定的非本案调查人员主持；当事人认为主持人与本案有直接利害关系的，有权申请回避；
（五）当事人可以亲自参加听证，也可以委托一至二人代理；
（六）当事人及其代理人无正当理由拒不出席听证或者未经许可中途退出听证的，视为放弃听证权利，行政机关终止听证；
（七）举行听证时，调查人员提出当事人违法的事实、证据和行政处罚建议，当事人进行申辩和质证；
（八）听证应当制作笔录。笔录应当交当事人或者其代理人核对无误后签字或者盖章。当事人或者其代理人拒绝签字或者盖章的，由听证主持人在笔录中注明。
第六十五条　听证结束后，行政机关应当根据听证笔录，依照本法第五十七条的规定，作出决定。
```

### 检察院审查案件听证
检察听证是检察机关审查案件的一种方式，是依照人民检察院组织法、相关诉讼法和人民检察院刑事诉讼规则、民事诉讼监督规则等法律和司法解释规定，落实司法公开要求，在审查案件过程中听取听证员和其他听证参加人意见的活动。
检察机关组织听证可以是主动的，也可以依当事人申请进行。
2020年10月20日，最高人民检察院举行新闻发布会，发布《人民检察院审查案件听证工作规定》，以规范检察院以听证方式审查案件。
2021年8月17日，最高人民检察院印发《人民检察院羁押听证办法》，明确人民检察院在依法办理审查逮捕、审查延长侦查羁押期限、羁押必要性审查等三类案件时，可以通过组织召开听证会的方式听取各方意见，规范开展听证审查活动，依法准确作出是否适用羁押强制措施的审查决定。

### 定价听证
价格法第二十三条规定，制定关系群众切身利益的公用事业价格、公益性服务价格、自然垄断经营的商品价格等政府指导价、政府定价，应当建立听证会制度，由政府价格主管部门主持，征求消费者、经营者和有关方面的意见，论证其必要性、可行性。
2001年7月2日公布《政府价格决策听证暂行办法》。
2002年11月22日，修订为《政府价格决策听证办法》。
2008年10月15日，修订为《政府制定价格听证办法》。
2018年12月10日，发布新的《政府制定价格听证办法》。